# Anopheles radama
Anopheles radama este o specie de țânțari din genul Anopheles, descrisă de Meillon în anul 1943.
Este endemică în Madagascar. Conform Catalogue of Life specia Anopheles radama nu are subspecii cunoscute.